# Franz Schlunk (Politiker)

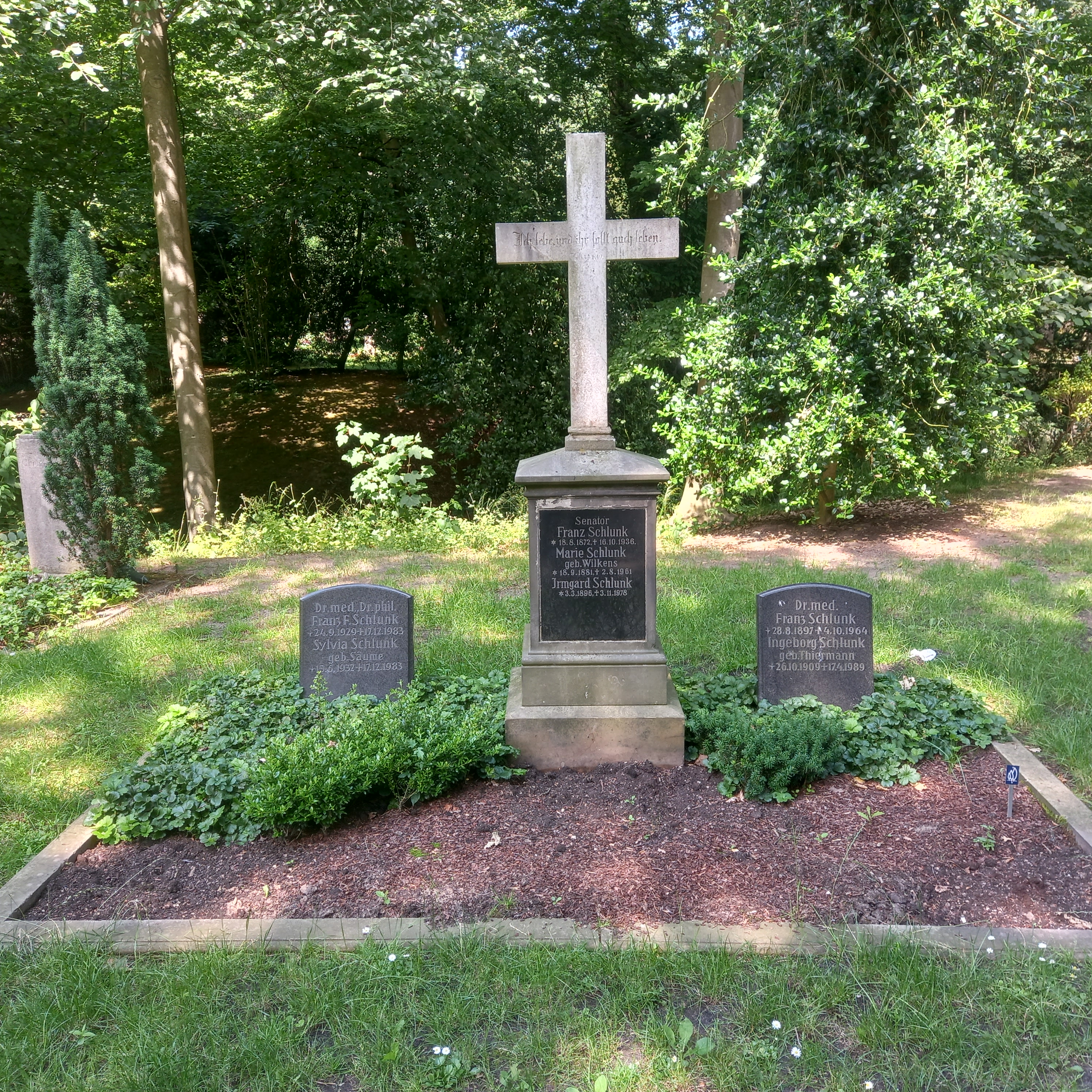
Das Grab von Franz Schlunk und seiner Ehefrau Ingeborg, geborene Thiermann, im Familiengrab auf dem Riensberger Friedhof in Bremen

Franz Schlunk (* 28. August 1897 in Feroke, Kerala, Britisch-Indien; † 4. Oktober 1964 in Bremen) war ein praktischer Arzt und Politiker (FDP, SPD) sowie Mitglied der Bremischen Bürgerschaft.

## Biografie
Schlunk war der Sohn des Kaufmanns, Politikers (CSP, DNVP) und Bremer Senators Franz Schlunk. Er studierte in Tübingen Medizin, promovierte zum Dr. med. und war als Arzt in Göttingen und Bremen tätig. Er war verheiratet und hatte Kinder.
Schlunk war von August 1933 bis Februar 1934 SA-Anwärter „(keine Vollmitgliedschaft, weil Angehöriger einer Freimaurerloge, nach eigenen Angaben „aus eigenem Entschluss“ ausgeschieden)“. Von 1937 bis 1944 war er Mitglied der Nationalsozialistischen Volkswohlfahrt (NSV).
Von September 1939 bis 1945 war er bei der Luftschutzpolizei und seit 1943 Bereitschaftsführer und Leiter einer Rettungsstelle. Nach Kriegsende zunächst Verbot der ärztlichen Tätigkeit durch die Militärregierung, im Juni 1947 wurde er als „nicht betroffen“ entnazifiziert und war danach wieder als praktischer Arzt tätig.
In den 1950er Jahren war er Mitglied der FDP, von 1951 bis 1955 Mitglied der 3. Bremischen Bürgerschaft und Mitglied verschiedener Deputationen, u. a. für das Bauwesen. Er verließ im April 1954 die FDP und trat in die SPD ein.
Um 1950 war er Vorsitzender der Vereinigung für Stadtbildgestaltung und Baurechtsreform.